# Paul Medhurst
Paul Alexander Medhurst (12 de dezembro de 1953 — 29 de setembro de 2009) foi um ciclista de pista com dupla nacionalidade, britânico e neo-zelandês. Atuou como profissional de 1976 a 1989.
Ele participou dos Jogos da Commonwealth de 1974 defendendo as cores do país da Oceania, e os Jogos de Montreal sob a bandeira britânica.